# Reinhart Dozy
Reinhart Pieter Anne Dozy (Leiden, 1820. február 21. – Leiden, 1883. április 28.) holland orientalista.

## Életútja
1844–45-ben tudományos utazást tett Németországban és Angliában, 1851-ben Párizsban. 1846-ban a leideni egyetemi könyvtár hivatalosa, 1850-ben az ottani egyetemen a történelem tanára volt. A történelmen kívül az arab nyelvből is tartott előadásokat és Juynboll halála után 1861–67-ben ennek utóda lett a keleti nyelvészet tanszékén. Irodalmi működését a Dictionnaire détaillé des noms des větements chez les Arabes (Amszterdam, 1845) című pályadijat nyert munkájával kezdte meg, majd az arab uralom alatti Spanyolország történetével kezdett foglalkozni és számos, nyomtatásban soha meg nem jelent eredeti kútfő alapján megírta erre vonatkozó becses történelmi munkáját. Meghalt 1883-ban, mint a történelem tanára. Több kiváló értekezését is írt.

## Művei
- Scriptorum arabum loci de Abbadidis (3 köt., Leiden, 1846-63)
- Commentaire historique sur le poeme d'Ibn Abdoun par Ibn Badroun (uo. 1846-48)
- Notices sur quelques manuscrits arabes (uo. 1847-51)
- Abd el Wahid al Marrekoschi, history of the Almohades (uo. 1847, uj kiad. 1881)
- Histoire de l'Afrique et de l'Espagne, entitulée: al-Bayan al-Mogrib par Ibn Adhari de Maroc etc. (arabul, jegyzetekkel és glosszáriummal uo. 1848-51)
- Recherehes sur l'histoire politique et la littérature de l'Espagne pendant le moyen-age (uo. 1849, 3 kiad. 1881)
- Catalogus codicium orientalium bibliothecae acad. Lugd.-Bat. (uo. 1851, 2 köt.)
- Makkari: Annalectes sur l'histoire et la littérature des Arabes d'Espagne (uo. 1855-61)
- Histoire des Musulmans d'Espagne 711-1100 (uo. 1861, 4 köt., Dozy főműve, mely először tárgyalja kritikai módon a spanyol mórok történetét)
- Histoire de l'Islamisme (uo. 1863)
- Les Israélites a la Mecque (uo. 1864)
- Géographie d'Édrisi (arab szöveg, fordítással és glosszariummal, de Goeje-vel adta ki, uo. 1866)
- Oosterlingen, liste explicative des mots néerlandais, dérivés de l'Arabe, etc. (uo. 1867)
- Glossaire des mots espagnols et portugais dérivés de l'Arabe (uo. 1869)
- L'époux le plus puissant du monde, anecdote arabe (uo. 1877)
- Suppléments aux Dictionnaires (ugyanott 1877-81, 2 köt.)